# فقر

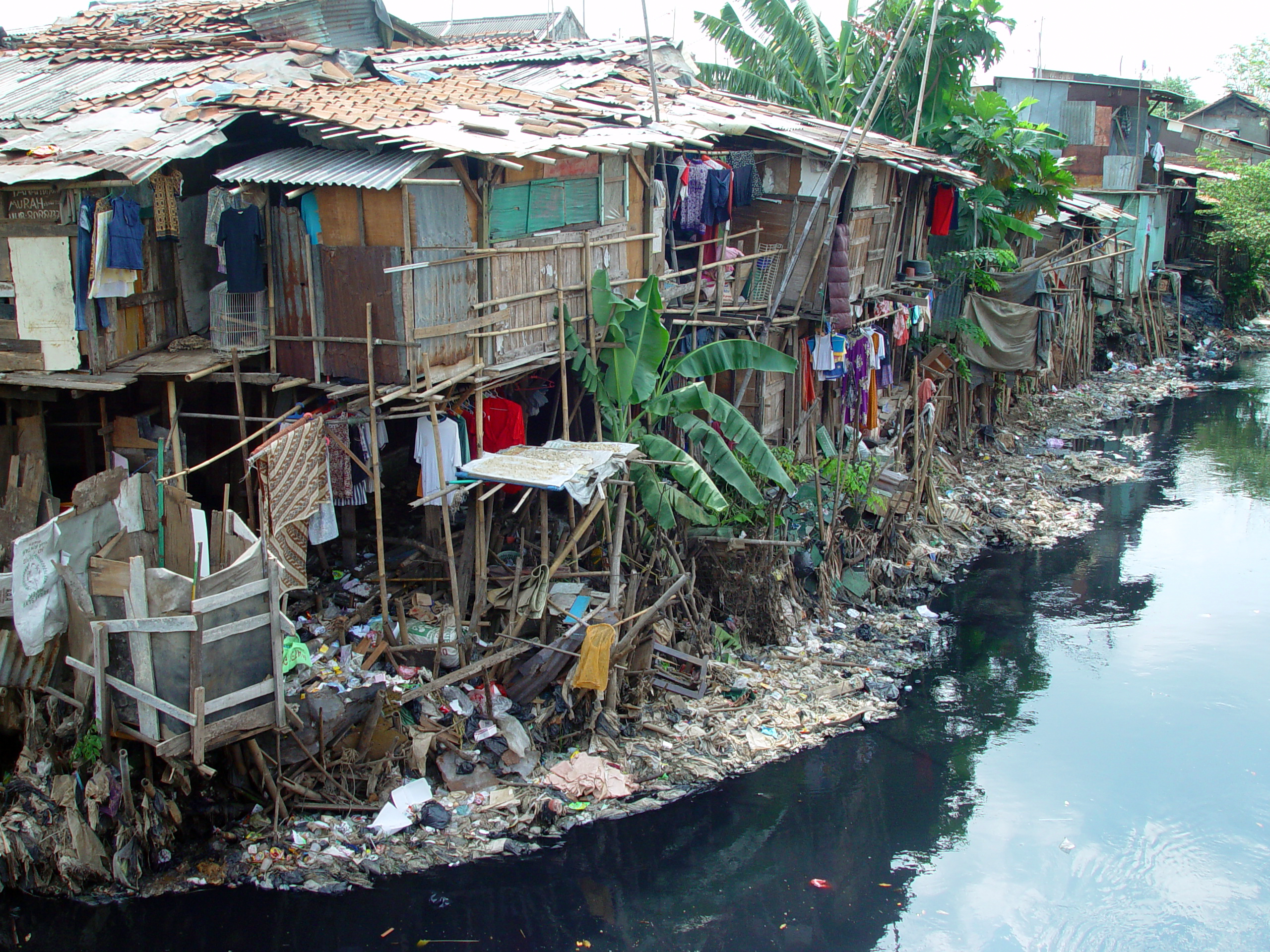
مثال على الفقر في المناطق الحضرية الأحياء الفقيرة في جاكرتا، إندونيسيا.

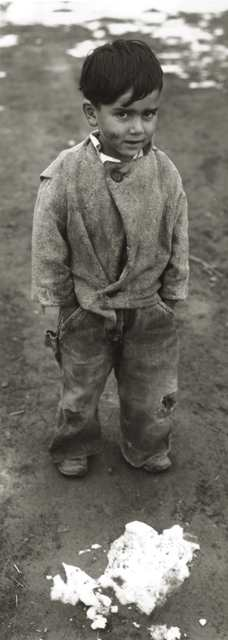

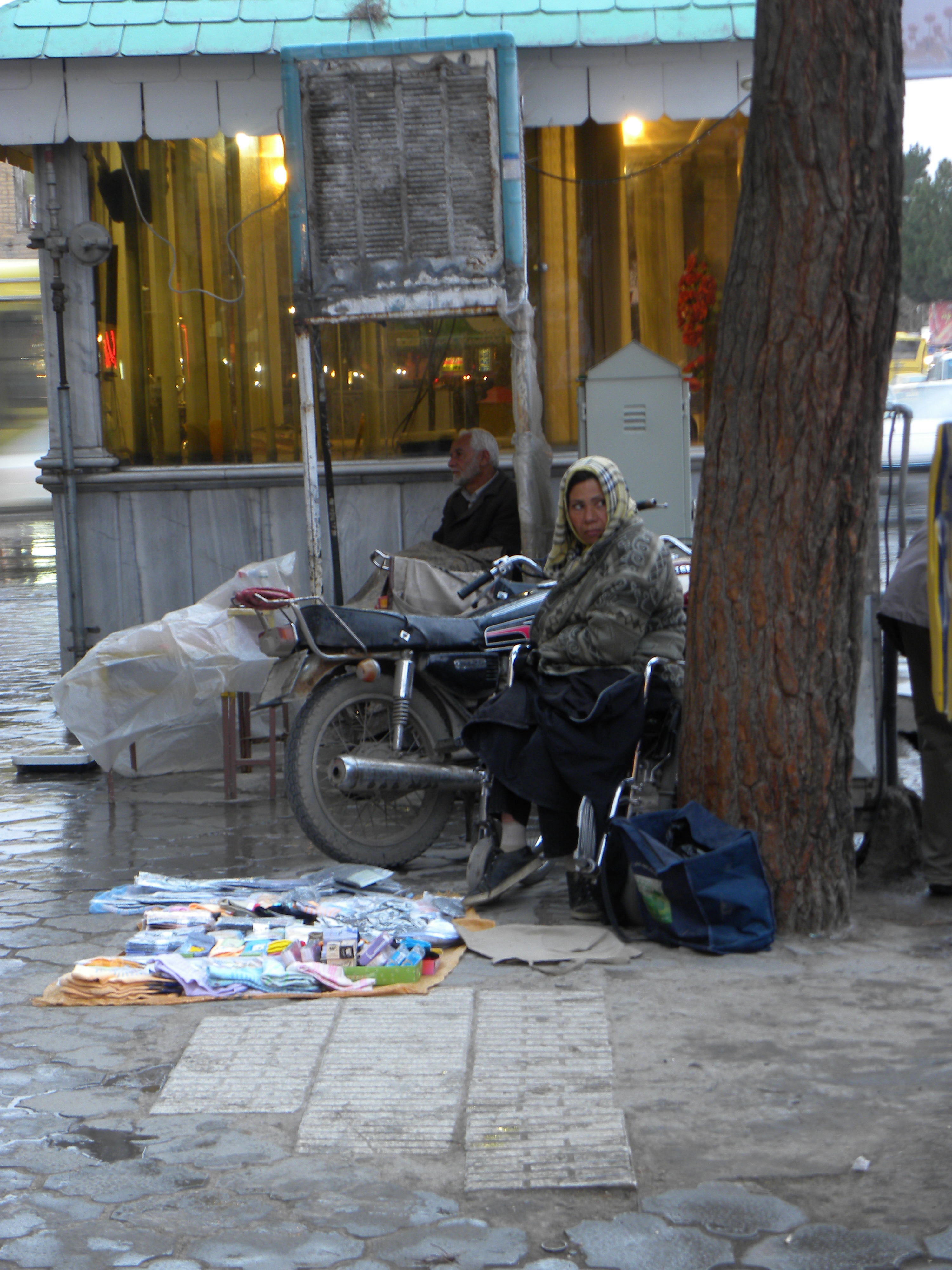
بائعة متجولة في مفترق مدينة نيسابور في إيران.

الفقر عرف البنك الدولي الدول منخفضة الدخل أي الفقيرة بأنها تلك الدول التي ينخفض فيها دخل الفرد عن 600 دولار أمريكي سنوياً وعددها 45 دولة معظمها في أفريقيا، منها 15 دولة يقل فيها متوسط دخل الفرد عن 300 دولار سنويا. برنامج الإنماء للأمم المتحدة يضيف معايير أخرى تعبر مباشرة عن مستوى رفاهية الإنسان وسبيل العيش هذا الدليل وسع دائرة الفقر بمفهوم نوعية الحياة لتضم داخلها 70 دولة من دول العالم، أي هناك حوالي 45% من الفقراء يعيشون في مجتمعات غير منخفضة الدخل، أي هناك فقراء في بلاد الأغنياء، ويكتفي هنا بذكر أن 30 مليون فرد يعيشون تحـت خط الفقـر في الولايات المتحدة الأمريكية (15 % من السكـان).
وخلال النصف الثاني من القرن العشرين كثر الحديث عن الفقر والفقراء في أدبيات الأمم المتحدة بالتوسّع من الظاهرة الاجتماعية في المجتمع الواحد إلى الظاهرة العالمية بتصنيف البلدان إلى غنية وفقيرة وبتحديد مقاييس ومؤشرات الفقر في مستوى البلدان وكذلك الأفراد مع مراعاة النسبيّة، فالفقير في اليمن لا يُقاس بالمقاييس نفسها التي يقاس بها الفقير في أمريكا الشمالية.
وحُدد يوم 17-19 أكتوبر من عام 2008 م، يومًا عالميًّا للقضاء على الفقر من قبل هيئة الأمم المتحدة. غير أن عدد الفقراء انخفض في الأعوام 2005 - 2008م، في الهند والصين، وذلك بفضل معدلات النمو العالية التي حققها هذان البلدان خلال السنوات الماضية.
- يعد مقياس (فقر القدرة) مقابل لمؤشر التنمية البشرية حيث إنه متوسط مرجح لثلاثة مؤشرات تحاول تحديد شريحة البشر، التي لا تتمتع بهذه الخدمات الأساسية، من (التغذية - الجيدة - والصحة - والتعليم).

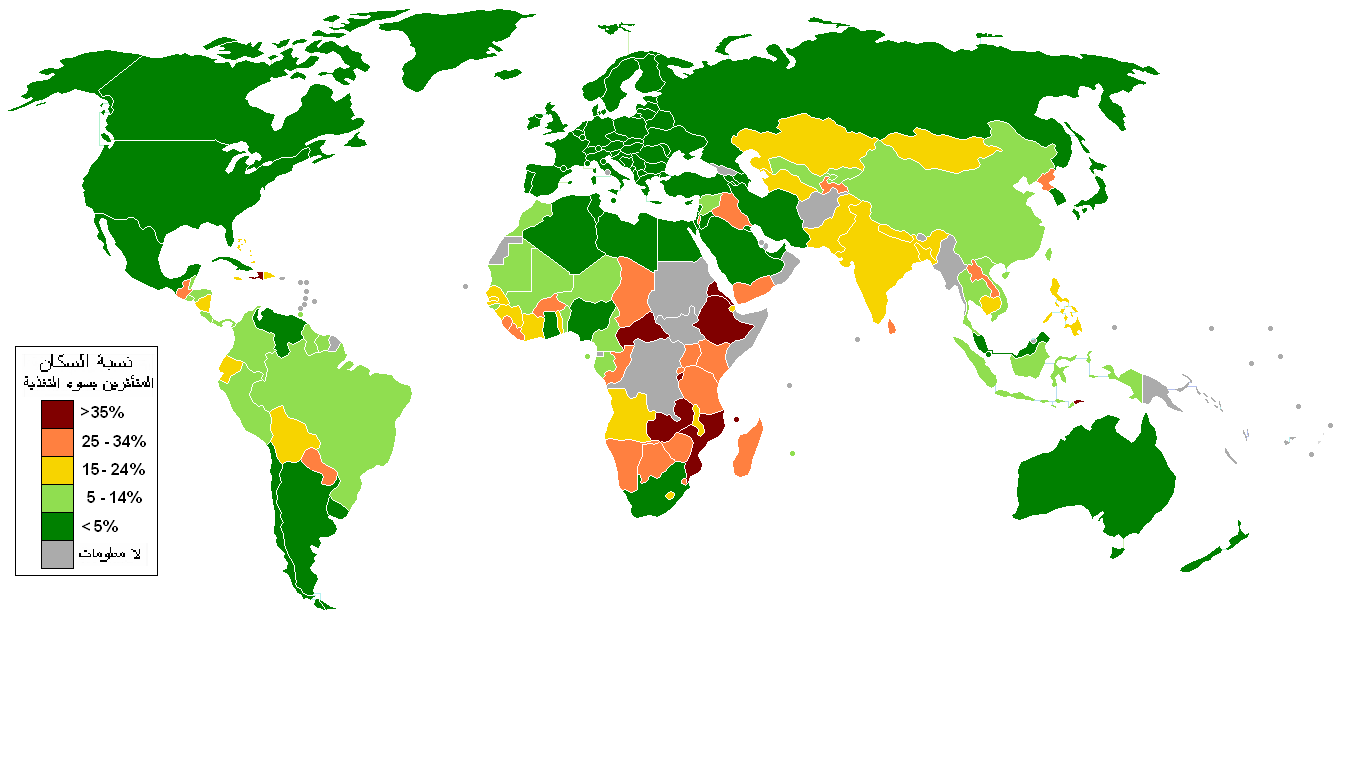
النسبة المئوية للسكان الذين يعانون من الجوع، برنامج الأغذية العالمي، 2006

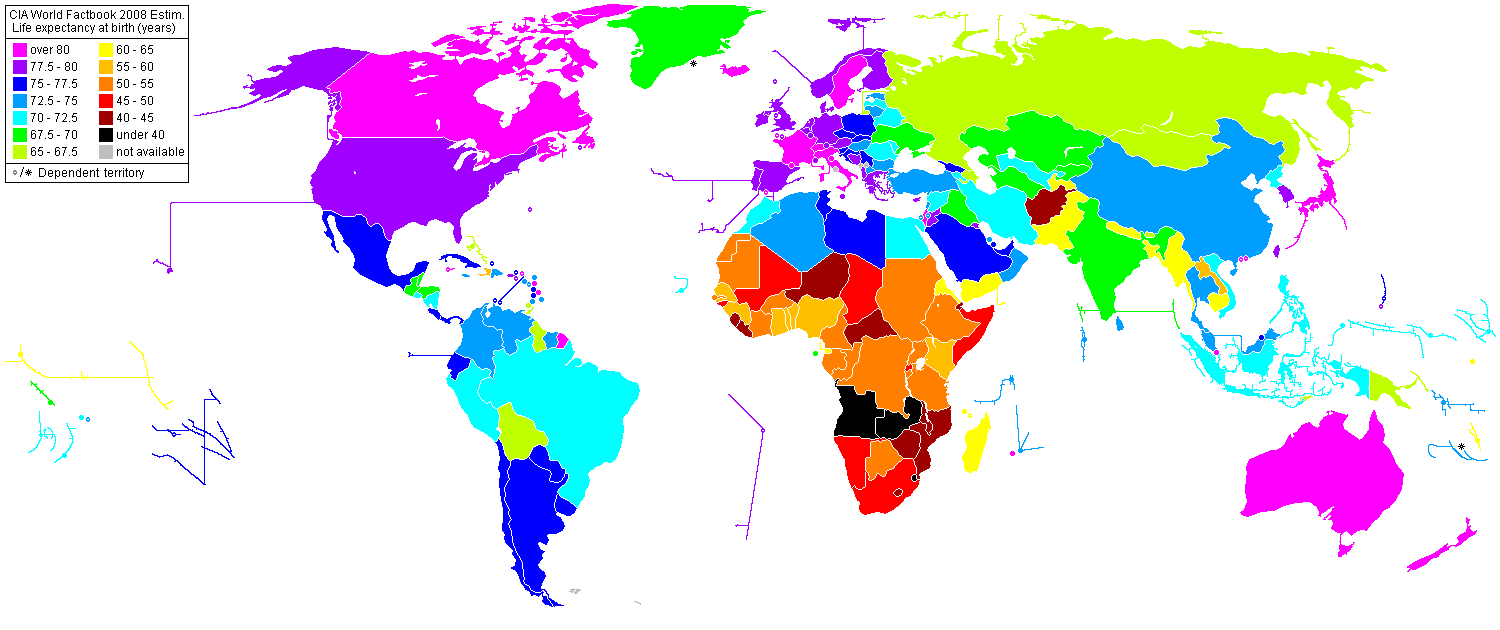
متوسط العمر المتوقع.

ومؤشرات التنمية البشرية.

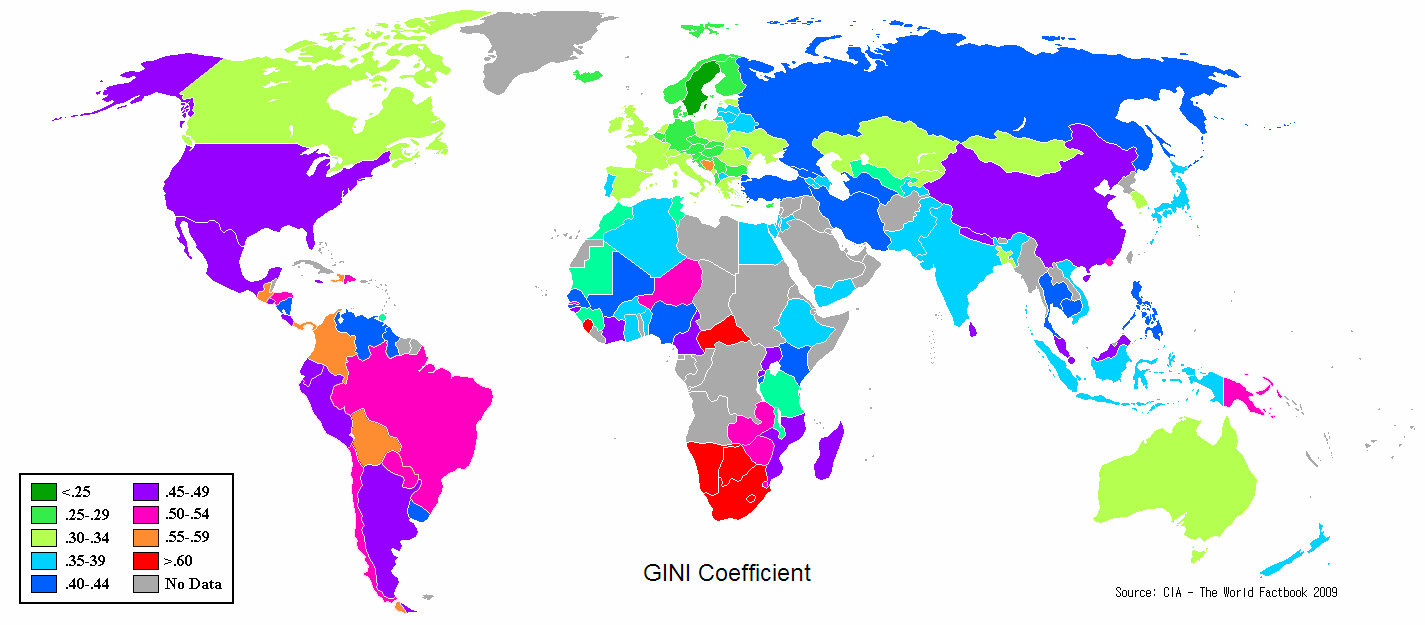
معامل جيني، وهو مقياس لعدم المساواة في الدخل.

## انتشار الفقر
تضم دائرة الفقر مليار فرد في العالم بعد
الهند والتي يقل فيها دخل الفرد عن 600 دولار سنوياً، ومنهم 630 ملـيون في فقر شـديـد (حيث متوسط دخل الفرد يقل عن 275 دولار سنوياً)، وإذا اتسعت الدائرة وفقا لمعايير التنمية البشرية لشملت ملياري فرد من حجم السكان في العالم البالغ حوالي 6 مليارات فرد، منهم مليار فرد غير قادرين على القراءة أو الكتابة، 1.5 مليار لا يحصلون علي مياه شرب نقية، وهناك طفل من كل ثلاثة يعاني من سوء التغذية، وهناك مليار فرد يعانون الجوع، وحوالي 13 مليون طفل في العالم يموتون سنوياً قبل اليوم الخامس من ميلادهم لسوء الرعاية أو سوء التغذية أو ضعف الحالة الصحية للطفل أو الأم نتيجة الفقر أو المرض.
يختلف مفهوم الفقر باختلاف البلدان والثقافات والأزمنة ولا يوجد اتفاق دولي حول تعريف الفقر نظراً لتداخل العوامل الاقتصادية والاجتماعية والسياسية التي تشكل ذلك التعريف وتؤثر عليه، إلا أنه هناك اتفاق بوجود ارتباط بين الفقر ولإشباع من الحاجات الأساسية المادية أو غير المادية، وعليه فهناك اتفاق حول مفهوم الفقر على أنه حالة من الحرمان المادي الذي يترجم بانخفاض استهلاك الغذاء، كما ونوعا، وتدني الوضع الصحي والمستوى التعليمي والوضع السكني، والحرمان من السلع المعمرة والأصول المادية الأخرى، وفقدان الضمانات لمواجهة الحالات الصعبة كالمرض والإعاقة والبطالة وغيرها. وللحرمان المادي انعكاسات تتمثل بأوجه أخرى للفقر كعدم الشعور بالأمان ضعف القدرة على اتخاذ القرارات وممارسة حرية الاختيار ومواجهة الصدمات الخارجية والداخلية.
وبمفهوم مبسط للفقر يعد الفرد أو الأسرة يعيش ضمن إطار الفقر إذا كان الدخل المتأتي له غير كافٍ للحصول على أدنى مستوى من الضروريات للمحافظة على نشاطات حياته وحيويتها.
للفقر العديد من التعريفات تبعث من منطلقات أيديولوجية واقتصادية وثقافية، وهو بشكل عام لا يمثل ظاهرة في المجتمع بل يترجم خلال ما في تنظيم هذا المجتمع. والفقر ليس صفة بل هو حالة يمر بها الفرد تبعا لمعايير محددة، فمثلا يعرف الفقر بمفهومه العام على أنه انخفاض مستوى المعيشة عن مستوى معين ضمن معايير اقتصادية واجتماعية.
وعرف بشيء من التفصيل على «أنه الحالة الاقتصادية التي يفتقد فيها الفرد الدخل الكافي للحصول على المستويات الدنيا من الرعاية الصحية والغذاء والملبس والتعليم وكل ما يُعد من الاحتياجات الضرورية لتأمين مستوى لائق في الحياة».
وفي ضوء الشِّرْعة الدولية لحقوق الإنسان، يمكن تعريف الفقر بأنه وضع إنساني قوامه الحرمان المستمر أو المزمن من الموارد، والإمكانات، والخيارات، والأمن، والقدرة على التمتع بمستوى معيشي لائق وكذلك من الحقوق المدنية والثقافية والاقتصادية والسياسية والاجتماعية الأخرى.
أما أنواع الفقر فقد حاولت العديد من الدراسات والبحوث أن تضع تصنيفات محددة لظاهرة الفقر، وقد اختلفت تلك التصنيفات، ومن أشهر تلك التصنيفات هو التصنيف على أساس مستوى الفقر الذي قسم الفقر إلى عدة مستويات وذلك لغرض قياسه كالفقر المطلق Absolute Poverty هو «الحالة التي لا يستطيع فيها الإنسان عبر التصرف بدخله، الوصول إلى إشباع حاجاته الأساسية المتمثلة بالغذاء، والمسكن، والملبس، والتعلم، والصحة، والنقل»، والفقر المدقع Extreme Poverty وما يسمى بالفقر المزري Disruptive Poverty «هو الحالة التي لا يستطيع فيها الإنسان، عبر التصرف بدخله، الوصول إلى إشباع حاجاته الغذائية لتأمين عدد معين من السعرات الحرارية التي تمكنه من مواصلة حياته عند حدود معينة»، والذي يقترب من الفقر المدقع وما يسمى بالفاقة Pauperism، وقد أضافت بعض الدراسات نوع آخر من الفقر وهو فقر الرفاهة Welfare Poverty لقد حدد بعض الباحثين نوع آخر من الفقر الذي يتعرض له بعض الشرائح الاجتماعية وخاصة في المجتمعات الغربية التي تعيش فيما يسمى بالبلدان المتطورة والتي يتمتع أفرادها بالمنجزات الحضارية الحديثة كالأجهزة المتطورة والحديثة وبعض وسائل الترفيه المتنوعة التي تفتقر إليها بعض الشرائح وذلك أطلق عليه تسمية فقر الرفاهة. وقد أوردت بعض الدراسات أنواع أخرى للفقر والتي صنفت حسب العوامل المسببة للفقر، إذ قسم الفقر إلى نوعين رئيسيين هما فقر التكوين وفقر التمكين، حيث يمثل النوع الأول مظاهر الفقر الناتجة بسبب المعوقات والصعوبات الواقعية أو الافتراضية كالعوامل البيولوجية / الفسيولوجية والتي في مقدمتها العوق البدني والعقلي والنفسي بأشكاله المختلفة والتي تمثل قصوراً في القدرات الشخصية للأفراد. والعوق الاجتماعي - النفسي، ممثلاً في الأنوثة مقارنة بالذكورة، والشباب مقارنين بالأطفال وبكبار السن، والجماعات الفرعية مقارنة ببعضها أو بالمجتمع السياسي / الدولة.
أما النوع الثاني من الفقر وهو فقر التمكين والذي يعد فقر مؤسسي، يفصح عن نقص في قدرة مؤسسات المجتمع على تلبية احتياجات الناس أو – وهو المهم – تفعيل قدراتهم المتاحة أو الممكنة وحثهم على استثمارها.
المصادر:
1. معوقات بيانات قياس الفقر، محمد عبد الله الرفاعي، 2007.
2. قضية الفقر، عاطف الشبراوي.
3. اليوم العالمي ضد الفقر، عبيدلي العبيدلي.
4. قياس الفقر في العالم رؤية مبسطة، مهدي محمد.
5. الفقر.. تطور مؤشرات الإطار المفاهيمي كريم محمد حمزة، 2002.

## الوضع الراهن
تشير متابعة هدف تخفيض الجوع إلى أنه هناك بعض التقدم في الحد من الفقر في دول شرق وجنوب آسيا، لكن مع هذا لا زال الجوع مرتفعا جدا مع تغيير طفيف في أفريقيا جنوب الصحراء، ومرتفعا دون تغيير في شمال أفريقيا. ولا تغيير يذكر في حالة الجوع في كل من أمريكا اللاتينية والبحر الكاريبي والدول الأوروبية في رابطة الدول المستقلة. وإنه بدأ الجوع بالتزايد في غربي آسيا والدول الآسيوية في رابطة الدول المستقلة.

## أسباب الفقر
سوء توزيع الثروة، وسوء التنظيم، وكذلك، الاتكال على الغير والتقاعس عن العمل، عدم التكافل الاجتماعي بين أفراد المجتمع، الحروب والاستعمار. وأيضاً تردي الأحوال الصحية والمعيشية.

## الحد من الفقر

### إستراتيجية الحد من الفقر في المدى القصير

الهدف الأول من أهداف التنمية المستدامة للأُمم المتحدة هو القضاء على الفقر.

تعتبر إستراتيجية مكافحة الفقر في المدى القصير معتمدة على المساعدات والدعم وأساليب التنمية للمشاريع الصغيرة من خلال عمل جمعيات مدنية تنموية تعمل على التدريب وتنمية الخبرات المهنية وتعبئة المجتمع لمبادرات تنشيط للعمل والمشروعات الصغيرة وبث روح المنافسة والإنتاجية والمسؤولية لدى الفئات الفقيرة. كما يعد استمرار الدعم للطبقات الفقيرة ضرورة في الحاضر والمستقبل القريب، إذ يؤدى إلغاؤه إلى أعباء اقتصادية واجتماعية فادحة، ولكن يجب تطوير آليات الدعم بدعم مبادرات المشروعات الصغيرة والاعتماد على الذات حتى لا يكون الفقر مواكب لقلة النشاط والتواكل، والتكاثر غير النوعي والحضاري للبشر، لا يجب حالياً استبدال دعم الأسعار ببديل نقدي لأن الفئة الوحيدة المتاح معرفة دخلها بدرجة معقولة من الدقة هي فئة المشتغلين بالحكومة، أما الفئات الأخرى التي تشمل العاطلين والعاملين في القطاع الخاص والعمالة غير المنظمة يصعب تقدير دخلهم أو وصول الدعم النقدي لهم لغياب منظومة المعلومات المناسبة، ويفضل أن يكون الدعم عينياً وفنيا وتدريبياً من خلال الجمعيات والمؤسسات التنموية التي تعمل على تحليل ظاهرة الفقر ومعالجة أسبابها بالإضافة لعامل تحسين آليات توزيع الثروة العامة في المجتمعات.
رأينا أنّ للفقر أسبابا متعددة، أهمها الكوارث وضعف التعليم وطبيعة العراقة الحضارية والتكاثر السكاني الواسع والسريع مع تطور أنظمة الصحة والحياة، والفقر مرتبط بقلة العمل والنشاط والفعالية الحضارية والقدرة على التنمية والتطوير. وتوجد أكبر نسبة الفقر في البلدان الأبوية المعتمدة على الدولة كمجتمع وصائي، وتقل هذه النسبة في المجتمعات المتعلمة والمتنافسة والمنظمة للجهد البشري. ويبقى تحديد معنى الفقر نسبيا حسب الشعوب، إذ إن ظاهرة تنتشر في جميع المجتمعات بدرجات متفاوتة، إلا أن الفرق يبقى في درجة الفقر ونوعيته وشدته ونسبة الفقراء في المجتمع.
ويمكن من هذه الزاوية أن نتبيّن أسباباً داخلية وأخرى خارجية.
1. الأسباب الداخلية

من أهم الأسباب الداخلية طبيعة المجتمع ونشاطه وتطوره الحضاري والبشري، وعراقته في تنظيم أعماله ونشاطه واستفادته من ثرواته وتنميتها تنمية مستدامة، وثانياً النظام السياسي والاقتصادي السائد في بلد ما. فالنّظام الجائر لا يشعر فيه المواطن بالأمن والاطمئنان إلى عدالة تحميهِ من الظلم والعسف. ويستفحل الأمر إذا تضاعف العامل السياسي بعامل اقتصادي يتمثل في انفراد الحكم وأذياله بالثروة بالطرق غير المشروعة نتيجة استشراء الفساد والمحسوبية، فيتعاضد الاستبداد السياسي بالاستبداد الاقتصادي والاجتماعي، وهي من الحالات التي تتسبب في اتساع رقعة الفقر حتى عندما يكون البلد زاخرا بالثروات الطبيعية كما حدث ويحدث في عدة بلدان إفريقية أو في دول أمريكا اللاتينية، هذا فضلا عن الحروب الأهلية والاضطرابات وانعدام الأمن.
1. الأسباب الخارجية

الأسباب الخارجية متعددة، وهي أعقدُ وأخفى أحيانا. ومن أهمها الحروب والنزاعات والصراعات الدولية التي تحرم البلدان فرصة التنمية والتطوير، كما من أسبابها السيطرة والاستعمار والتدخل بشؤون الدول الفقيرة استغلالا ونهبا لثرواتها. أخيراً وبعد حصار دام أكثر من عقد من الزمن تسبب في تفقير شعب بأكملهِ رغم ثرواته النفطية. ويتعقد الأمر كثيراً إذا كان الاحتلال استيطانياً كما في فلسطين حيث تتدهور حالة الشعب الفلسطيني يوماً بعد يوم وتتسع فيه رقعة الفقر نتيجة إرهاب الدولة الصهيونية وتدميرها المتواصل للبنية التحتية وهدم المنازل وتجريف الأراضي الفلاحية فتتحول مئات العائلات بين يوم وليلة من حد الكفاف إلى حالة الفقر المدقع.
ومن الأسباب غير الظاهرة للعيان نقص المساعدات الدولية أو سوء توزيعها في البلدان التي يسود فيها الفساد في الحكم.

### إستراتيجية الحد من الفقر في المدى الطويل
إعادة صياغة السياسات العامة للدولة في عدة محاور رئيسية:
- القناعة والالتزام السياسي والحكومي بأن التنمية البشرية هي وحدها القادرة علي أن تحدث النمو الاقتصادي تترجم في صورة إعادة توزيع الاستثمارات لتحقيق التنمية البشرية.
- تطبيق اللامركزية الكامل في السلطة واتخاذ القرار وإعطاء الدور الرئيسي للمشاركة في تحديد أهمية المشروعات لأفراد كل مجتمع محلي من خلال مؤسسات مجتمعية تتمتع بالحرية الديمقراطية.
- قصر دور المفكرين والمتخصصين في التنمية في عرض مسارات التنمية والمساهمة في دقه التشخيص لأنواع وأبعاد وحجم المشكلات.
- لا تتحقق التنمية «المتواصلة» القادرة علي البقاء المرتكزة علي التنمية البشرية إلا ببناء تكنولوجيات محلية تتسم بأنها كثيفة العمل، كفء في استخدام الطاقة، منخفضة التكاليف غير ملوثة للبيئة وتؤدى لرفع إنتاجية عناصر الإنتاج المحدودة وتحافظ علي الموارد الطبيعية.
- تعديل أساليب إدارة الميزانيات الحكومية والإنفاق العام، مع إعادة جدولة الإنفاق العام لإحداث توازن بين المناطق الفقيرة (وأغلبها ريفية) والمناطق المرتفعة الدخل (أغلبها المدن الكبرى والعواصم). فقد بينت الدراسات أن المدن الرئيسية في الدول الفقيرة يخصص لها 80% من إنفاق الخدمات علي الصحة والتعليم ومياه الشرب النقية، وقدر نصيب الفرد في المدن من الإنفاق العام حوالي 550 دولار مقابل 10 دولارات فقط للفرد في الريف.
- تكافل الدول العربية في وضع نظام إقليمي للمعلومات يهدف لإجراء بحوث ميزانية الأسرة كل خمس سنوات في كل الدول العربية، وإتباع منظومة معلومات الرقم القومي الدال علي الفئة الاقتصادية الديموغرافية للسكان لتحديد الفئات المستهدفة بالدعم باعتباره المحك لنجاح أي سياسة تهدف للحد من الفقر.

## أكثر عشر دول فقراً
1. الهند (350 مليون) فقير
2. الصين (106 مليون) فقير
3. بنغلاديش (93,5 مليون) فقير
4. البرازيل (72,5 مليون) فقير
5. إندونيسيا (48 مليون) فقير
6. نيجيريا (46,5 مليون) فقير
7. فيتنام (38 مليون) فقير
8. الفلبين (35,5 مليون) فقير
9. باكستان (35 مليون) فقير
10. إثيوبيا (40 مليون) فقير

المصدر: علي وهب خصائص الفقر والأزمات الاقتصادية في العالم الثالث

## اقرأ أيضًا
- وايت تراش